# عطاسة (القطن)
'

تعديل مصدري - تعديل

عطاسة هي إحدى قرى عزلة القطن بمديرية القطن التابعة لمحافظة حضرموت، بلغ تعداد سكانها 54 نسمة حسب تعداد اليمن لعام 2004.